# Contea di Jinxi
La contea di Jinxi (金溪县S, Jīnxī XiànP) è una contea della Cina, situata nella provincia di Jiangxi e amministrata dalla prefettura di Fuzhou.